# Magnus Rösman
Magnus Rösman, född den 18 november 1970 i Göteborg, är en svensk filmregissör.
Rösman regisserade tv-serien Häxdansen som sändes på SVT våren 2008 och som nominerades till Kristallen för Bästa Drama samma år. Han har också regisserat novellfilmen Headhunter (2004) inom SVT:s och Svenska Filminstitutets novellfilmssatsning.
Rösman arbetar med reklamfilm i Sverige och utomlands. I Sverige har han bland annat regisserat reklamfilmerna för Ica om Stig och de anställda i butiken.
Rösman började sin karriär som musikvideoregissör och har gjort musikvideor åt bland andra The Ark (It Takes a Fool to Remain Sane, One of us is gonna die young, Worrying kind), Håkan Hellström (Ramlar, Den fulaste flickan i världen, Nu kan du få mig så lätt), Weeping Willows (Touch me), Turbonegro (Fuck the world) och Lisa Miskovsky (Driving one of your cars).